# 24 avril dans les chemins de fer
24 mars 24 mai
Chronologies thématiques
- Croisades
- Sports
- Disney

Cette page concerne les événements qui se sont déroulés un 24 avril dans les chemins de fer.

## Événements

### XIXesiècle
- 1846 : en France, ordonnance royale approuvant la fusion de la compagnie du chemin de fer de Creil à Saint-Quentin avec la compagnie du Nord

### XXesiècle
- 1906 : en France, prolongement de la ligne 2 sud (future ligne 6) du métro de Paris entre Passy et Place d'Italie.
- 1951 : au Japon, dans la Préfecture de Kanagawa, en gare de Sakuragichō, un train entre en contact avec un fil suspendu sectionné par erreur, ce qui provoque un court-circuit et déclenche un incendie qui tue 106 personnes et en blesse 92[1].

### XXIesiècle
- 2004 : en France, inauguration du Train touristique de l'Albret